# Рияд
Рия̀д (на арабски: الرياض, правопис по Американската система BGN: ar-Riyāḍ), срещано също като Ар-Рияд или Ал-Рияд, е столицата и най-големия град на Кралство Саудитска Арабия. По данни от 2022 г. има население от 7 009 100 жители.

## Транспорт
Разполага с модерна пътна инфраструктура, с няколко ключови вътрешноградски магистрали. Има аерогара на северозапад и военно летище в Централен Рияд, използвано и от широкото кралско семейство.

## Забележителности
В рамките на Стария град на Рияд с площ ок. 1 кв. км, ограден от крепостни стени, най-голямата забележителност е крепостта Ал-Масмак. Има запазени и реставрирани порти и с част от крепостните стени, както и порутени стари сгради от кирпич.
Други забележителности:
- площад (наречен от местните и чужденците „Чоп-чоп скуеър“) – мястото на публични екзекуции след петъчни ислямски молитви;
- Олея – старият търговски район;
- пазарът на камили, посещаван от бедуини;
- хотели, вкл. на няколко големи международни хотелски вериги като Шератон и Интерконтинентал;
- модерни молове, като Ал Мамликия, с множество маркови магазини (например огромен клон на лондонския „Харви Никълс“).

## Култура
Организира се ежегоден фестивал на фолклора Ал Джанадрия.
Чужденците и саудитците живеят изцяло разделено и не общуват освен по изключение.

## Население
| \| Година \| Население \| \| ------ \| --------- \| \| 1862 \| 7500 \| \| 1935 \| 30 000 \| \| 1960 \| 150 000 \| \| 1970 \| 370 000 \| \| 1972 \| 500 000 \| \| 1974 \| 650 000 \| \| 1988 \| 1 500 000 \| \| 1990 \| 2 000 000 \| \| 1997 \| 2 800 000 \| \| 2008 \| 5 100 000 \| |           |
| Година | Население |
| 1862 | 7500      |
| 1935 | 30 000    |
| 1960 | 150 000   |
| 1970 | 370 000   |
| 1972 | 500 000   |
| 1974 | 650 000   |
| 1988 | 1 500 000 |
| 1990 | 2 000 000 |
| 1997 | 2 800 000 |
| 2008 | 5 100 000 |